# Електрометалургійний завод у Овадан-Депе
Електрометалургійний завод у Овадан-Депе – одне з підприємства промислової зони Овадан-Депе, яка знаходиться дещо північніше від столиці Туркменістану міста Ашгабат. Перше та станом на першу половину 2020-х єдине підприємство туркменської чорної металургії.
Завод, який став до ладу у 2009 році, має у своєму складі три головні цеха – сталеплавильний із триелектродною електродуговою піччю річною продуктивністю 130 тисяч тон, арматуро-прокатний та профіле-прокатний. Два останні можуть випускати 100 тисяч тон будівельної арматури (діаметром від 8 до 32 мм), 49 тисяч тон рівнополочного кутника (восьми розмірів) та 11 тисяч тон швелера на рік.
Станом на 2021 рік арматурний цех випускав 150 – 200 тон продукції на добу.